# サウンドインスタジオ
株式会社サウンドインスタジオ（英: SOUND INN STUDIOS INC.）は、東京都千代田区四番町でスタジオ運営業務やDVDオーサリングを行う企業。同名の複合音楽録音スタジオを運営する。

## 歴史
1979年4月に日本テレビ音楽のスタジオ部門としてスタート。1981年4月、同じく日本テレビ系列のレコード会社として誕生したバップに移管され、株式会社バップ サウンドインスタジオと称す。2006年3月にバップより分社独立し、現在に至る。
2016年11月、渋谷2丁目にサウンドイン青山スタジオとしてレコーディングとマスタリングスタジオをオープン。